# 壌塘県
壌塘県（じょうとう-けん、ザムタン, dzam thang）は中国四川省アバ・チベット族チャン族自治州西部に位置する県。壌塘県は1958年に設置されており、ザムタンとは「財神の住む地」を意味する。チベット高原の東南の縁に位置し非常に山が険しい。
チベット族、羌族、回族、漢族が主な民族で、チベット族が85%を占める。チベット仏教のジョナン派（覚嚢派）の中心地で、棒托寺（Bangtuo）、措爾机寺（Chöje）などの寺院がある。

## 行政区画
| 区分 | 数 | 名称                                          |
| ---- | -- | --------------------------------------------- |
| 鎮   | 3  | 崗木達 南木達 中壌塘                          |
| 郷   | 8  | 蒲西 宗科 石里 吾伊 上杜柯 茸木達 尕多 上壌塘 |

県治は崗木達鎮にある。

## 交通

### 道路
国道
- G317国道

## 健康・医療・衛生
- 壤塘県人民医院